# Finn Arvé
Finn Arvé (født 13. marts 1953) er en dansk katolsk præst og tidligere skuespiller.
Han er født og opvokset på Vesterbro i København.
I 1975 kom han på Odense Teaters elevskole, og efter elevskolen kom han til København på Det ny Scala og Folketeatret. 
Arvé medvirkede op gennem 1980erne i enkelte film og TV-serier, før han i 1988 lagde skuespillerkarrieren på hylden for at hellige sig sine studier til præst i den katolske kirke. Han blev præsteviet i 1993 og har siden da fungeret som præst i bl.a. Maribo og Sønderborg.

## Filmografi
- Olsen bandens flugt over plankeværket (1981)
- Forræderne (1983)
- Kurt og Valde  (1983)

### TV-serier
- Antonsen (1984) afsnit 3

## Ekstern kilde/henvisning
- Finn Arvé på Internet Movie Database (engelsk)
- Finn Arvé på Filmdatabasen
- Finn Arvé på danskefilm.dk
- Finn Arvé på danskfilmogtv.dk
- Finn Arvé på The Movie Database (engelsk)

|  | Artiklen om skuespilleren Finn Arvé kan blive bedre, hvis der indsættes et (bedre) billede. Du kan hjælpe ved at uploade et godt billede til Wikimedia Commons iht. de tilladte licenser og indsætte det i artiklen. Eller du kan søge efter eksisterende filer på Wikimedia Commons eller på Flickr - fx med værktøjet Free Image Search Tool. |